# Perizoma derasa
Perizoma derasa là một loài bướm đêm trong họ Geometridae.